# La Fée des roches noires
La Fée des roches noires és una pel·lícula muda de la Pathé Fréres escrita i dirigida per Segundo de Chomón i protagonitzada per Julienne Mathieu. La pel·lícula, un remake de la pel·lícula de Ferdinand Zecca amb el mateix títol, es va estrenar a París el 25 de juliol de 1907.

## Argument
Una dona vella porta un feix de llenya amb penes i treballs en mig d'un decorat de roques negres. Un home que passa refusa ajudar-la amb l'excusa que vol fer la migdiada. Tot just adormit, la dona es converteix en una fada i fa un encanteri. Un torrent d'aigua surt d'entre les roques i el desperta i quan l'home vol marxar d'allà un arbre del camí es converteix en un tòtem de lleó. A més, la muntanya de roques negres es converteix en un enorme cap que acaba mossegant la mà de l'home. Apareixen quatre dimoniets amb cara de rata que l'atonyinen amb pals per tot seguit desaparèixer en un núvol de fum. Intentant fugir, l'home es troba penjat d'un pal indicador i cau a terra. Creient en és un malson s'ajeu de nou a la mateixa roca i en obrir els ulls es troba estirat en un sepulcre d'un cementiri cobert de neu.
La fada torna a aparèixer en un carro tirat per cignes i ell li implora que el perdoni.

## Repartiment
- Julienne Mathieu (fada)